# Hornet La Frappe
Hornet La Frappe (* 5. Dezember 1991; eigentlich Mounir Ben Chettouh) ist ein französischer Rapper algerischer Abstammung. Mit seinem Album Nous-mêmes gelang ihm 2017 der Durchbruch in den französischsprachigen Ländern.

## Biografie
Mounir Ben Chettouh alias Hornet La Frappe ist im Stadtteil Orgemont von Épinay-sur-Seine im Norden von Paris, einem Einwandererviertel, aufgewachsen. Mit 13 Jahren begann er mit dem Rappen, aber erst mit 20 Jahren wurde er von Rapveteran Busta Flex entdeckt und gefördert. Er holte den Nachwuchsrapper zu seinem Label TXT Productions und lieferte die Songs für seine erste EP Réussir ou Mounir, eine Anspielung an den Film Get Rich or Die Tryin’ (französisch Réussir ou mourir) des US-Rappers 50 Cent.
Nachdem nach der Veröffentlichung 2014 ein größerer Erfolg ausblieb, stellte er seine Rapkarriere erst einmal infrage, gründete dann aber mit ein paar Freunden das eigene Label Diez Peufra. Über den YouTube-Kanal Daymolition veröffentlichte er außerdem wieder eigene Songs. Dort hatte er dann Ende 2016 einen großen Erfolg mit Gramme 2 peuf, das millionenfach abgerufen wurde und ihm seine erste Platinauszeichnung brachte. Anfang 2017 schaffte es das Lied in die französischen Singlecharts und hielt sich fast das ganze Jahr über in der Hitliste. Im Herbst legte er das Mixtape Nous-mêmes vor, das auf Platz 5 der Charts einstieg und neben Gramme 2 peuf mit Je pense à toi einen weiteren großen Hit enthielt. Das Lied stieg in die Top 10 und kam auf 33 Chartwochen, dazu erreichte es sogar Diamant-Status. Unterstützt wurde er daneben auch von Sofiane, der ebenfalls aus dem Département Seine-Saint-Denis stammt und algerische Wurzeln hat. Anfang 2018 war er als Gastrapper auf dessen Nummer-2-Single Longue vie vertreten.
Im Herbst 2018 veröffentlichte Hornet La Frappe sein erstes richtiges Album Dans les yeux. Es brachte ihn wieder in die Top 5 der Albumcharts und fast das komplette Album schaffte es auch in die Singlecharts. Die Kollaborationen Sheitana mit Ninho und Rolls mit Lacrim waren die erfolgreichsten Songs und kamen beide unter die Top 15. Das Album konnte sich auch im französischsprachigen Belgien und in der Schweiz in den Charts platzieren. Im Oktober beteiligte er sich außerdem an Sofianes Albumprojekt 93 Empire mit anderen Rappern aus Seine-Saint-Denis (93 ist die Nummer des Départements). An drei der 21 Albumsongs war er beteiligt und alle drei kamen in die Charts. Das Album erreichte Platz 2 der französischen Charts.
Im Jahr darauf wurde es etwas ruhiger um ihn, erst im Januar 2020 folgte mit Ma ruche die dritte große Veröffentlichung. Das Album erreichte erneut Platz 5 in Frankreich und kam in Belgien und in der Schweiz in die Charts. Bis auf die Vorabsingle Calumet, die auf Platz 15 kam, erreichte ein Teil der Albumsongs aber nur hintere Chartplatzierungen.

## Diskografie

### Alben
| Jahr | Titel               | Höchstplatzierung, Gesamtwochen, AuszeichnungChartplatzierungen (Jahr, Titel, Platzierungen, Wochen, Auszeichnungen, Anmerkungen) | Höchstplatzierung, Gesamtwochen, AuszeichnungChartplatzierungen (Jahr, Titel, Platzierungen, Wochen, Auszeichnungen, Anmerkungen) | Höchstplatzierung, Gesamtwochen, AuszeichnungChartplatzierungen (Jahr, Titel, Platzierungen, Wochen, Auszeichnungen, Anmerkungen) | Anmerkungen                                 |
| Jahr | Titel               | FR | BEW | CH | Anmerkungen                                 |
| ---- | ------------------- | --- | --- | --- | ------------------------------------------- |
| 2017 | Nous-mêmes          | FR5 Platin · (56 Wo.)FR | BEW22 (52 Wo.)BEW | — | Erstveröffentlichung: 5. April 2017 Mixtape |
| 2018 | Dans les yeux       | FR4 Platin · (54 Wo.)FR | BEW13 (25 Wo.)BEW | CH43 (1 Wo.)CH | Erstveröffentlichung: 21. September 2018    |
| 2020 | Ma ruche            | FR5 Gold · (43 Wo.)FR | BEW13 (14 Wo.)BEW | CH41 (2 Wo.)CH | Erstveröffentlichung: 31. Januar 2020       |
| 2021 | Toujours nous-mêmes | FR3 Gold · (37 Wo.)FR | BEW28 (5 Wo.)BEW | — | Erstveröffentlichung: 27. August 2021       |
| 2023 | Avant cités d’or    | FR39 (2 Wo.)FR | BEW170 (1 Wo.)BEW | — | Erstveröffentlichung: 22. September 2023    |

### EPs
- 2014: Réussir ou Mounir

### Singles
| Jahr | Titel Album                              | Höchstplatzierung, Gesamtwochen, AuszeichnungChartsChartplatzierungen (Jahr, Titel, Album, Platzierungen, Wochen, Auszeichnungen, Anmerkungen) | Anmerkungen                                                        |
| Jahr | Titel Album                              | FR | Anmerkungen                                                        |
| --- | ---------------------------------------- | --- | ------------------------------------------------------------------ |
| 2016 | Gramme 2 peuf Nous-mêmes                 | FR48 Diamant · (42 Wo.)FR | Erstveröffentlichung: 23. November 2016                            |
| 2017 | Igo Nous-mêmes                           | FR76 (3 Wo.)FR | Erstveröffentlichung: 17. Mai 2017                                 |
| 2017 | Je pense à toi Nous-mêmes                | FR9 Diamant · (33 Wo.)FR | Erstveröffentlichung: 21. Juli 2017                                |
| 2018 | Bourgeoisie –                            | FR166 (3 Wo.)FR | Erstveröffentlichung: 4. Mai 2018                                  |
| 2018 | Taga Dans les yeux                       | FR20 Platin · (19 Wo.)FR | Erstveröffentlichung: 13. Juli 2018                                |
| 2019 | Bedo –                                   | FR120 (6 Wo.)FR | Erstveröffentlichung: 26. April 2019                               |
| 2019 | La peuf 4 –                              | FR125 (2 Wo.)FR | Erstveröffentlichung: 20. September 2019                           |
| 2020 | C’est mort Ma ruche                      | FR42 (6 Wo.)FR | Erstveröffentlichung: 8. Januar 2020 feat. Leto & Rk               |
| 2020 | Calumet Ma ruche                         | FR15 Gold · (31 Wo.)FR | Erstveröffentlichung: 24. Januar 2020                              |
| 2020 | J’ai quitté –                            | FR197 (1 Wo.)FR | Erstveröffentlichung: 17. Juli 2020 mit Kalash Criminal & Farsenne |
| 2021 | La big mif Art de rue (Réédition)        | FR149 (3 Wo.)FR | Erstveröffentlichung: 14. Mai 2021 feat. Zaho                      |
| 2021 | Kedaba Toujours nous-mêmes               | FR53 Gold · (10 Wo.)FR | Erstveröffentlichung: 2. Juli 2021                                 |
| 2021 | Maison D’arrêt Toujours nous-mêmes       | FR23 Gold · (11 Wo.)FR | Erstveröffentlichung: 5. August 2021 feat. Maes                    |
| 2022 | Kawasaki Toujours nous-mêmes             | FR96 Gold · (2 Wo.)FR | Erstveröffentlichung: 18. März 2022 feat. Landy                    |
| 2022 | Il y a Toujours nous-mêmes               | FR124 (2 Wo.)FR | Erstveröffentlichung: 8. Juli 2022                                 |
| Folgende Lieder erschienen nicht als Single, wurden aber durch das Album zum Download und Streaming bereitgestellt und konnten somit eine Platzierung erlangen: |                                          | |                                                                    |
| |                                          | |                                                                    |
| 2017 | Dead ça Nous-mêmes                       | FR35 Gold · (9 Wo.)FR |                                                                    |
| 2017 | Maghrébin Nous-mêmes                     | FR42 Platin · (23 Wo.)FR |                                                                    |
| 2017 | T’es un marrant Nous-mêmes               | FR54 (4 Wo.)FR | feat. Sofiane                                                      |
| 2017 | Terrain glissant Nous-mêmes              | FR62 (3 Wo.)FR | feat. Kalash Criminel                                              |
| 2017 | Boca Nous-mêmes                          | FR82 (2 Wo.)FR |                                                                    |
| 2017 | T’as géchan Nous-mêmes                   | FR92 (2 Wo.)FR |                                                                    |
| 2017 | Ça passe Nous-mêmes                      | FR97 (3 Wo.)FR |                                                                    |
| 2017 | Mon ex Nous-mêmes                        | FR100 (2 Wo.)FR |                                                                    |
| 2017 | Poukie Nous-mêmes                        | FR101 (2 Wo.)FR |                                                                    |
| 2017 | Sale idée Nous-mêmes                     | FR103 (2 Wo.)FR |                                                                    |
| 2017 | 2 fois plus Nous-mêmes                   | FR120 (1 Wo.)FR |                                                                    |
| 2017 | Misère Nous-mêmes                        | FR155 (1 Wo.)FR |                                                                    |
| 2018 | Valise Game Over                         | FR66 (5 Wo.)FR | mit Vald                                                           |
| 2018 | Sheitana Dans les yeux                   | FR12 Diamant · (29 Wo.)FR | feat. Ninho                                                        |
| 2018 | Rolls Dans les yeux                      | FR15 Platin · (19 Wo.)FR | feat. Lacrim                                                       |
| 2018 | Même secteur Dans les yeux               | FR43 (2 Wo.)FR | feat. Heuss l’Enfoiré                                              |
| 2018 | Joe Dassin Dans les yeux                 | FR82 (1 Wo.)FR |                                                                    |
| 2018 | Ce matin Dans les yeux                   | FR83 (2 Wo.)FR |                                                                    |
| 2018 | Flash à la main Dans les yeux            | FR97 (2 Wo.)FR |                                                                    |
| 2018 | T’as qu’à tirer Dans les yeux            | FR99 (2 Wo.)FR |                                                                    |
| 2018 | Échographie Dans les yeux                | FR114 (1 Wo.)FR |                                                                    |
| 2018 | Bandit Dans les yeux                     | FR141 (1 Wo.)FR |                                                                    |
| 2018 | Avec des si Dans les yeux                | FR148 (1 Wo.)FR |                                                                    |
| 2018 | Neuf trois huit Dans les yeux            | FR158 (1 Wo.)FR |                                                                    |
| 2018 | Hanoute Dans les yeux                    | FR172 (1 Wo.)FR |                                                                    |
| 2018 | Warning Dans les yeux                    | FR185 (1 Wo.)FR |                                                                    |
| 2018 | 40 ans Dans les yeux                     | FR193 (1 Wo.)FR |                                                                    |
| 2018 | Sale gosse Dans les yeux                 | FR176 (1 Wo.)FR | feat. Rh Las                                                       |
| 2018 | La maille 93 Empire                      | FR83 (2 Wo.)FR | mit Rémy & Kalash Criminel                                         |
| 2018 | 93 Coast 93 Empire                       | FR94 (2 Wo.)FR | mit Sofiane                                                        |
| 2018 | Viens dans mon 93 93 Empire              | FR159 (1 Wo.)FR | mit Dinos & Sofiane                                                |
| 2020 | Ma racli Ma ruche                        | FR90 (2 Wo.)FR |                                                                    |
| 2020 | Plus fort Ma ruche                       | FR98 (1 Wo.)FR |                                                                    |
| 2020 | G. M. Ma ruche                           | FR136 (1 Wo.)FR |                                                                    |
| 2020 | Deux secondes Ma ruche                   | FR178 (1 Wo.)FR |                                                                    |
| 2020 | Gardav Ma ruche                          | FR190 (1 Wo.)FR |                                                                    |
| 2020 | Divorce Ma ruche                         | FR194 (1 Wo.)FR |                                                                    |
| 2020 | La médicale Ma ruche                     | FR198 (1 Wo.)FR |                                                                    |
| 2020 | Tourner la tête Ma ruche (Réédition)     | FR40 Platin · (18 Wo.)FR |                                                                    |
| 2021 | Gasolina Toujours nous-mêmes             | FR8 Diamant · (57 Wo.)FR | feat. Ninho                                                        |
| 2021 | Main de fer Toujours nous-mêmes          | FR84 (1 Wo.)FR |                                                                    |
| 2021 | Charcleur Toujours nous-mêmes            | FR108 (1 Wo.)FR |                                                                    |
| 2021 | D’un trait Toujours nous-mêmes           | FR113 (1 Wo.)FR |                                                                    |
| 2021 | Riche comme un Tuche Toujours nous-mêmes | FR119 (1 Wo.)FR | feat. Dwen                                                         |
| 2021 | Schott Toujours nous-mêmes               | FR129 (1 Wo.)FR |                                                                    |
| 2021 | Image Toujours nous-mêmes                | FR133 (1 Wo.)FR |                                                                    |
| 2021 | Jasmin Toujours nous-mêmes               | FR134 (1 Wo.)FR |                                                                    |
| 2021 | Machiavélique Toujours nous-mêmes        | FR135 (1 Wo.)FR |                                                                    |
| 2021 | Raton Toujours nous-mêmes                | FR136 (1 Wo.)FR |                                                                    |
| 2021 | Sors de mon sommeil Toujours nous-mêmes  | FR141 (1 Wo.)FR |                                                                    |
| 2021 | Reste comme t’es Toujours nous-mêmes     | FR153 (1 Wo.)FR |                                                                    |

### Gastbeiträge
| Jahr | Titel Album                         | Höchstplatzierung, Gesamtwochen, AuszeichnungChartplatzierungen (Jahr, Titel, Album, Platzierungen, Wochen, Auszeichnungen, Anmerkungen) | Höchstplatzierung, Gesamtwochen, AuszeichnungChartplatzierungen (Jahr, Titel, Album, Platzierungen, Wochen, Auszeichnungen, Anmerkungen) | Anmerkungen                                                                                            |
| Jahr | Titel Album                         | FR | BEW | Anmerkungen                                                                                            |
| --- | ----------------------------------- | --- | --- | --- |
| 2018 | Longue vie Affranchis               | FR2 Diamant · (16 Wo.)FR | BEW45 (1 Wo.)BEW | Erstveröffentlichung: 5. Januar 2018 Sofiane feat. Ninho & Hornet La Frappe                            |
| 2019 | Vitesse –                           | FR116 (2 Wo.)FR | — | Erstveröffentlichung: 8. Januar 2019 Landy feat. Hornet La Frappe                                      |
| 2019 | 93% (Tijuana) Indécis               | FR13 Diamant · (48 Wo.)FR | — | Erstveröffentlichung: 22. November 2019 GLK feat. Landy, Da Uzi & Hornet La Frappe                     |
| 2020 | DDD Mistral                         | FR198 (1 Wo.)FR | — | Erstveröffentlichung: 26. Februar 2020 Soso Maness feat. Hornet La Frappe                              |
| 2020 | Sportback Vie d’artiste (Réédition) | FR143 (1 Wo.)FR | — | Erstveröffentlichung: 16. Oktober 2020 4Keus feat. Hornet La Frappe                                    |
| 2021 | La vie du binks 20/21               | FR5 Platin · (21 Wo.)FR | — | Erstveröffentlichung: 1. Januar 2021 Ninho, Da Uzi & Sch feat. Hornet La Frappe, Leto, Sadek & Soprano |
| Folgende Lieder erschienen nicht als Single, wurden aber durch das Album zum Download und Streaming bereitgestellt und konnten somit eine Platzierung erlangen: |                                     | | | |
| |                                     | | | |
| 2017 | Le cercle Bandit saleté             | FR46 Gold · (6 Wo.)FR | — | Charteinstieg: 19. Mai 2017 Sofiane feat. Hornet La Frappe, GLK & YL                                   |
| 2018 | Larry Hoover Woodstock              | FR161 (1 Wo.)FR | — | Hooss feat. Hornet La Frappe                                                                           |
| 2019 | TP Temps                            | FR178 (1 Wo.)FR | — | Zikxo feat. Hornet La Frappe                                                                           |

## Auszeichnungen für Musikverkäufe
| Goldene Schallplatte - Frankreich - 2024: für das Lied Sans permit |

Anmerkung: Auszeichnungen in Ländern aus den Charttabellen bzw. Chartboxen sind in ebendiesen zu finden.
| Land/RegionAuszeichnungen für Musikverkäufe (Land/Region, Auszeichnungen, Verkäufe, Quellen) | Gold     | Platin     | Diamant     | Verkäufe  | Quellen         |
| -------------------------------------------------------------------------------------------- | -------- | ---------- | ----------- | --------- | --------------- |
| Frankreich (SNEP)                                                                            | 9× Gold9 | 7× Platin7 | 6× Diamant6 | 4.066.665 | snepmusique.com |
| Insgesamt                                                                                    | 9× Gold9 | 7× Platin7 | 6× Diamant6 |           |                 |